# 신들은 목마르다

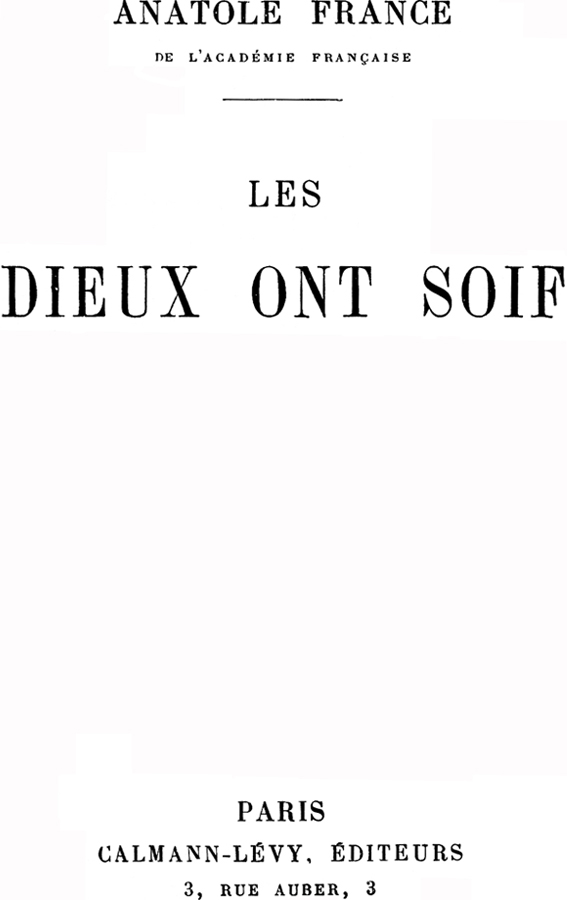
1912년 제1판 책 표지

《신들은 목마르다》(프랑스어: Les dieux ont soif, 영어: The Gods Are Athirst)는 아나톨 프랑스의 장편소설이다. 1793~1794년 사이의 프랑스 파리를 배경으로 하며 프랑스 혁명의 특정한 사건들과 밀접히 관련되어 있다.
프랑스 혁명에서 취재한 소설로서 혁명을 미화한 것이 아니고 동란시대의 인간성을 묘사한 훌륭한 작품이다. 아나톨 프랑스는 정치적으로 보수세력을 비난하였으나 혁명과 사회제도의 변혁에 따라서 인간성도 변한다는 설에는 찬성하지 않았다. 소년시대부터 책방에서 얻은 역사지식을 살린 그의 대표작이다.